# サンスクリット

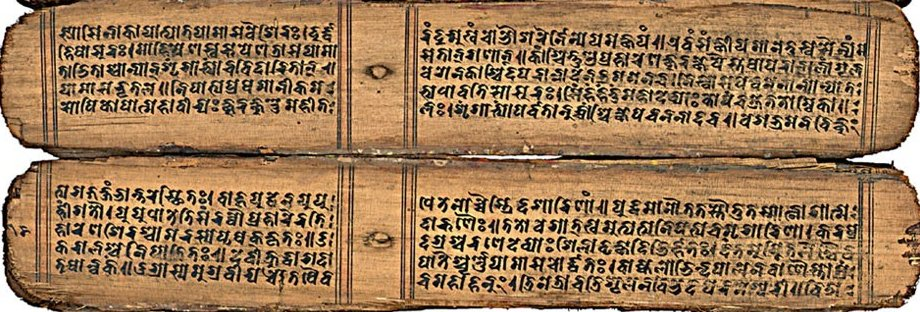
『デーヴィー・マーハートミャ』の現存する最古の複製。11世紀のネパールで、ブジモールという書体を使って書かれており、椰子の葉からできている (貝葉)。

サンスクリット（梵: संस्कृतम् saṃskṛtam、英: Sanskrit）は、古代インド・アーリア語に属する言語。北西方からインドを訪れたとされるアーリア人によって話された古代語。後に文法家パーニニが文法を詳細に研究した。
アーリア人らが定住した北インドを中心に南アジアで用いられ、その影響を受けた東アジア、東南アジアの一部でも使用された。文学、哲学、学術、宗教などの分野で広く用いられ、特に大乗仏教の多くの仏典がこの言語で記され、ヒンドゥー教では現在でも礼拝用言語である。現在では母語話者は少ないが権威は大きく、現代インドでは憲法第8附則で当初から公用語に指定されており、紙幣での金額記載にも含まれる。
サンスクリットは「正しく構成された（言語、雅語）」を意味する。ただし、この言語が「サンスクリット」と呼ばれるようになったのが確認できるのは5世紀から6世紀ごろのことである。
また、「サンスクリット」のみで言語自体を指すが、日本語では言語であることを明示するためサンスクリット語とも呼ばれる。
漢字表記の梵語（ぼんご）は漢字文化圏でのサンスクリットの異称。サンスクリットの起源を造物神梵天（ブラフマー）とするインドの伝承を基にした言葉である。日本でも近代以前から漢訳経典を通じて「梵語」が使われた。

## 歴史
サンスクリットはインド・ヨーロッパ語族のインド・イラン語派インド語群に属する古代語である。
リグ・ヴェーダ（最古部は紀元前1500年頃）をはじめとするヴェーダ文献に用いられていたヴェーダ語をその祖とする。ヴェーダ語の最古層は、インド・イラン語派イラン語群に属する古典語であるアヴェスター語のガーサーの言語（古アヴェスター語）と非常に近い。
ヴェーダ語は紀元前5世紀から紀元前4世紀にパーニニがその文法を規定し、体系が固定された。その後、彼の学統に属するカーティヤーヤナおよびパタンジャリがこの理論の補遺及び修正を行い、最終的に整備された。この3人、とくにパタンジャリ以後の言語は古典サンスクリットと呼ばれる。古典サンスクリット成立後も、5世紀のバルトリハリなどの優れた文法学者が輩出し、文法学の伝統は続いていった。
パーニニの記述からはサンスクリットが北インドの広い領域で使用されていたことがうかがえるが、この時期にはすでにサンスクリットは文語化しており、インド各地の地方口語（プラークリットと呼ばれる）が用いられるようになっていた。紀元前3世紀にマウリヤ朝のアショーカ王によって刻まれたインド現存最古の碑文であるアショーカ王碑文はサンスクリットでなくプラークリットで刻まれており、また上座部仏教（南伝仏教）の仏典もプラークリットに属するパーリ語で記されているのは、この言語交代が当時すでに起こっていたことを示している。しかしサンスクリットは典礼言語として定着しており、宗教（ヒンドゥー教・仏教など）・学術・文学等の分野で幅広く長い期間にわたって用いられた。こうしたサンスクリット文化の伝承者はおもにパンディットと呼ばれる学者であり、彼らは膨大な文章の暗記を行い、それを読誦し、口伝によって後世へと伝えていった。
グプタ朝ではサンスクリットを公用語とし、カーリダーサなどに代表されるサンスクリット文学が花開いた。この時期には碑文は完全にプラークリットからサンスクリットで刻まれるように変化しており、また7世紀ごろには外交用語として使用されるようになっていた。10世紀末のガズナ朝以降、デリー・スルターン朝やムガル帝国といった、北インドで交代を繰り返した中央アジア起源のインド王朝はペルシア語を公用語としたが、この時期にもサンスクリットの学術的・文化的地位は揺らぐことはなかった。
13世紀以降のイスラム王朝支配の時代（アラビア語、ペルシア語の時代）から、大英帝国支配による英語の時代を経て、その地位は相当に低下したが、今でも知識階級において習得する人も多く、学問や宗教の場で生き続けている。1972年にデリーで第1回国際サンスクリット会議が開かれたが、討論から喧嘩までサンスクリットで行われたという。また、従来はサンスクリットは男性が使うものであったが、現代では女性がサンスクリットを使うようになってきている。
インドで実施される国勢調査においては現代でもサンスクリットを母語として申告する人びとが少数ながら存在し、2001年にはインドで14,135人が、2011年にはインドで24,821人、ネパールで1,669人がサンスクリットを母語とすると回答しているが、日常語として使用されているかについては疑問が呈されている。
ただし日常語としての使用はなくともサンスクリット自体はいまだに生きている言語であり、インドではヴァーラーナシーはじめ数か所にサンスクリットを教授言語とする大学が存在するほか、テレビでもサンスクリットによるニュース番組が存在し、サンスクリットの雑誌も発行されており、さらにサンスクリット語映画も1983年から2019年までの間に8本製作されている。

## 音声
多くの古代語と同様、サンスクリットが古代にどのように発音されていたかは、かならずしも明らかではない。
母音には、短母音 a i u、長母音 ā ī ū e o、二重母音 ai au がある。e o がつねに長いことに注意。短い a は、[ə] のようなあいまいな母音であった。ほかに音節主音的な r̥ r̥̄ l̥ があったが、現代ではそれぞれ ri rī li のように発音される。r̥̄ l̥ は使用頻度が少なく、前者は r̥ で終わる名詞の複数対格・属格形（例：pitr̥̄n 「父たちを」）、後者は kl̥p- 「よく合う、適合する」という動詞のみに現れる。
音節頭子音は以下の33種類があった。
|               |        | 両唇音 唇歯音 | 歯音 歯茎音 | そり舌音 | 硬口蓋音 | 軟口蓋音 | 声門音 |
| ------------- | ------ | ------------- | ----------- | -------- | -------- | -------- | ------ |
| 破裂音 破擦音 | 無気音 | p b           | t d         | ṭ ḍ      | c j      | k g      |        |
| 破裂音 破擦音 | 帯気音 | ph bh         | th dh       | ṭh ḍh    | ch jh    | kh gh    |        |
| 鼻音          | 鼻音   | m             | n           | ṇ        | (ñ)      | (ṅ)      |        |
| 摩擦音        | 摩擦音 |               | s           | ṣ        | ś        |          | h [ɦ]  |
| 半母音        | 半母音 | v             | r           |          | y        |          |        |
| 側面音        | 側面音 |               | l           |          |          |          |        |

そり舌音が発達していることと、調音位置を等しくする破裂音に無声無気音・無声帯気音・有声無気音・有声帯気音の4種類があることがサンスクリットの特徴である。このうち有声帯気音は実際には息もれ声であり、これらの音は現在のヒンディー語などにも存在する。ヴェーダ語には、ほかに ḷ もあった。リグ・ヴェーダでは、ḷ は母音に挟まれたときの ḍ の異音として現れる。
c ch j jh は破裂音 [c cʰ ɟ ɟʱ] であったとする説と、破擦音であったとする説がある。現代では破擦音として発音する。ñ([ɲ]) と ṅ([ŋ]) は、つづりの上ではほかの鼻音と区別して書かれるが、音韻的には n の異音とみなされる。
音節末のみに立つ子音としては、ṃ（同器官的な鼻音、アヌスヴァーラ）と ḥ（無声音の[h]、ヴィサルガ）がある。
ヴェーダ語は高低アクセントを持ち、単語によりアクセントの位置が定まっていた。古典時代のアクセントは不明である。現代においては、後ろから4音節め（単語が4音節未満なら先頭）に強勢があり、ただし後ろから2番目さもなくば3番目の音節が長い（長母音・二重母音を含む音節、または閉音節）場合、その音節に強勢が置かれる。

## 連声
連声（連音、sandhi）はサンスクリットの大きな特徴で、2つの形態素が並んだときに起きる音変化のことである。連音変化自体はほかの言語にも見られるものだが、サンスクリットでは変化が規則的に起きることと、変化した後の形で表記されることに特徴があり、連声の起きた後の形から元の形に戻さなければ、辞書を引くこともできない。
単語間の連声を外連声、語幹（または語根）と語尾の間の連声を内連声と言う。両者は共通する部分もあるが、違いも大きい。
外連声の例として、a語幹の名詞の単数主格の語尾である -aḥ の例をあげる。
- 無声子音が後続するとき、硬口蓋音の前では -aś、そり舌音の前では -aṣ、歯音の前で -as に変化する。それ以外は -aḥ のまま[36]。
- 有声子音が後続するときには -o に変化する。
- a 以外の母音が後続するときには -a に変化する。
- a が後続するときには、後続母音と融合して -o に変化する。

## 文法
名詞は性の区別があり、数と格によって変化する。性は男性、女性、中性があり、数には単数、双数、複数に分かれる。格は主格、呼格、対格、具格、与格、奪格、属格、処格の8つある。形容詞は名詞と性・数・格において一致する。代名詞は独特の活用を行う。
名詞・形容詞は語幹の末尾によって変化の仕方が異なる。とくに子音で終わる語幹は、連音による変化があるほか、語幹そのものが変化することがある。
動詞は、人称と数によって変化する。伝統的な文法では、動詞は語根（dhātu）によって示され、語根から現在語幹を作る方法によって10種に分けられている。時制組織は現在・未来・不完了過去・完了・アオリストを区別するが、古典サンスクリットでは完了やアオリストは衰退しつつあった。態には、能動態（Parasmaipada）と反射態（Ātmanepada, ギリシア語の中動態に相当する。行為者自身のために行われることを表す）が存在するが、実際には両者の意味上の違いは必ずしも明らかでない。受身はこれと異なり、使役などとともに、動詞に接尾辞を付加することによって表される。
動詞の法には直説法、命令法、希求法（願望法）、条件法、祈願法（希求法のアオリスト）がある。ヴェーダ語にはほかに接続法と指令法があったが、パーニニの時代には（固定した表現を除き）失われていた。条件法と祈願法も古典サンスクリットでは衰退している。
サンスクリットでは不定詞、分詞、動詞的形容詞(gerundive)などの準動詞が非常に発達している。
サンスクリットでは複合語が異常に発達し、他の言語では従属節を使うところを、複合語によって表現する。

## 語彙
サンスクリットの語彙は非常に豊富であり、また複合語を簡単に作ることができる。多義語が多い一方、同義語・類義語も多い。
一例として数詞をIAST方式のローマ字表記で挙げる。なお、サンスクリットでは語形変化や連音によってさまざまな形をとるが、単語は語尾を除いた語幹の形であげるのが普通であり、ここでもその慣習による。
| 数詞 | サンスクリット     | ギリシア語（参考）倍数接頭辞 |
| ---- | ------------------ | ---------------------------- |
| 1    | eka-, エーカ       | hen-                         |
| 2    | dvi-, ドゥヴィ     | di-                          |
| 3    | tri-, トゥリ       | tri-                         |
| 4    | catur-, チャトゥル | tetra-                       |
| 5    | pañca-, パンチャ   | penta-                       |
| 6    | ṣaṣ-, シャシュ     | hexa-                        |
| 7    | sapta-, サプタ     | hepta-                       |
| 8    | aṣṭa-, アシュタ    | octa-                        |
| 9    | nava-, ナヴァ      | ennea-                       |
| 10   | daśa-, ダシャ      | deca-                        |

実際にはこれに語尾がつく。たとえば、tri- 「3」は i- 語幹であるので、（複数）男性主格形は trayaḥ になる。さらにこの語が aśva- 「馬」を修飾する場合は、連音変化によって trayo 'śvāḥ となる。

## 文字・表記

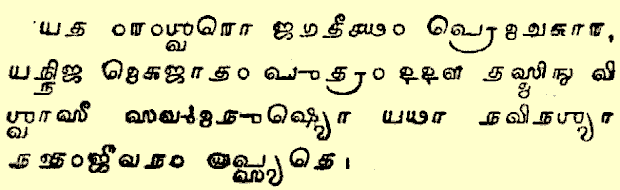
円形グランタ文字による「ヨハネによる福音書」3章16節。言語はサンスクリット。19世紀半ば。

サンスクリットは本来文字を持たない言語であり、その後も近代までは書記よりも読誦を主とする文化が続いていた。このことが逆に、時代・地域によって異なる様々な表記法をサンスクリットにもたらした。サンスクリットが文字表記されるようになるのは4世紀ごろにインド系文字の祖であるブラーフミー文字がサンスクリット表記に使用されるようになってからであるが、この文字は本来より新しい言語であるプラークリットの表記のために開発された文字であり、正確な表記のために新たな表記法が開発された。さらにブラーフミー文字表記のサンスクリットはインド文化とともに東南アジア諸国に伝播し、この地に多様なブラーフミー系文字を生み出すこととなった。日本では伝統的に悉曇文字（シッダマートリカー文字の一種、いわゆる「梵字」）が使われてきたし、南インドではグランタ文字による筆記が、その使用者は少なくなったものの現在も伝えられている。
現在では、地域を問わずインド全般にデーヴァナーガリーを使ってサンスクリットを書くことが行われているが、このようになったのは最近のことである。ラテン文字による翻字方式としてはIASTが一般的である。
情報化の進展により、コンピュータやインターネットが普及するようになってからは、子音の表現が複雑なデーヴァナーガリーに代わり、入力が比較的容易なIASTなどの表記が用いられるようになっている。インド国内向けのサイトを除き、基本的にはIAST表記が中心である。

## 他言語・言語学への影響

300年から1800年にかけてのサンスクリットの文書や碑文が発見されている地域。こうした歴史的な文書や碑文は南アジア、東南アジア、東アジアの広い地域に存在している

サンスクリットは近代インド亜大陸の諸言語にも大きな影響を与えた言語であり、ドラヴィダ語族に属する南インド諸語に対しても借用語などを通じて多大な影響を与えた。さらには主に宗教を通じて東南アジアや東アジアにも影響を与えた。東南アジアへの伝播は主にヒンドゥー教を通じてのものであり、クメール王国では15世紀ごろまでサンスクリットの碑文が多く作られた。また東アジアへは大乗仏教を通じて中国やチベットに伝播した。
また、サンスクリットはヒンディー語の成立に大きな影響を与えた。もともと北インドの広い範囲ではヒンドゥスターニー語を基盤としてペルシア語やアラビア語の語彙や文法を取り入れたウルドゥー語が使用されていたのだが、19世紀に入りイスラム教徒とヒンドゥー教徒の対立が激しくなると、ヒンドゥー教徒側はウルドゥー語からペルシア語やアラビア語の借用語を取り除いてサンスクリットへと変える言語純化を行い、ヒンディー語が成立することとなった。この動きは、1947年のインド・パキスタン分離独立によってさらに強まった。
また、サンスクリットの研究は言語学の成立と深くかかわっている。イギリスの裁判官であったウィリアム・ジョーンズは、ベンガル最高法院に赴任していた1786年、サンスクリットとギリシア語やラテン語といった欧州系諸言語、さらに古代ペルシア語との文法の類似点に気づき、これら諸語が共通の祖語から分岐したとの説をベンガル・アジア協会において発表した。この発表は後世に大きな影響を及ぼし、これをもって言語学が誕生したと一般的に考えられている。
さらにジョーンズの発見はインド学の発展を促し、1814年にはコレージュ・ド・フランスにヨーロッパ初のサンスクリット講座が開設されてアントワーヌ＝レオナール・ド・シェジーが教授に就任し、1818年にはドイツのボン大学にも開設され、以後徐々にヨーロッパ各地の大学にサンスクリット講座が開設され研究が進むようになった。

## 仏教および日本への影響
仏教では最初、日常言語であるプラークリットを用いて布教を行っており、仏典もまたプラークリットでパーリ語仏典として書かれていた。しかし4世紀に入り、グプタ朝が学術振興を行うとともにサンスクリットを公用語とすると、他宗教との論争や教理の整備の関係上、仏教でもサンスクリットが使用されるようになり、また仏典がサンスクリットに翻訳されるようになった。この動きは特に大乗仏教において盛んとなり、以後大乗仏教はサンスクリット仏典が主流となっていった。この過程で、一時的に言語の混淆が起き、仏教混淆サンスクリットと呼ばれるサンスクリットとプラークリットの混合体が出現して仏典に一時期用いられた。
上座部仏教がプラークリット（パーリ語）の仏典を保持したまま東南アジア方面へ教線を伸ばしていったのに対し、大乗仏教は北のシルクロード回りで東アジアへと到達し、仏教の伝播とともにサンスクリットはこれら諸国に伝えられていった。ただし初期の漢訳仏典の原典はかならずしもサンスクリットではなかったと考えられており、ガンダーラ語のようなプラークリットに由来する可能性もある。しかし中国で仏教が広まるに従い、巡礼や仏典を求めて仏教発祥の地であるインドへと赴く、いわゆる入竺求法僧が現われはじめた。この時期にはインドの大乗仏教の仏典はほぼサンスクリット化されており、このため彼らによって持ち帰られた仏典の大半はサンスクリットによるものだった。5世紀の法顕や7世紀の義浄などが入竺求法僧として知られるが、なかでもこうした僧の中で最も著名なものは7世紀、唐の玄奘であり、持ち帰った膨大なサンスクリット仏典の漢訳を行って訳経史に画期をなした。彼以降の仏典訳は訳経史区分上新訳と呼ばれ、それ以前の鳩摩羅什らによる古い、しばしばサンスクリットからではない旧訳と区分されている。

日本へは中国経由で、仏教、仏典とともにサンスクリットにまつわる知識や単語などを取り入れてきた。その時期は遅くとも真言宗の開祖空海まではさかのぼることができる。仏教用語の多くはサンスクリットの漢字による音訳であり、"僧"、"盂蘭盆"、"卒塔婆"、"南無・阿弥陀・仏"などがある。"檀那（旦那）"など日常語化しているものもある。また、陀羅尼（だらに、ダーラニー）、真言（マントラ）は漢訳されず、サンスクリットを音写した漢字で表記され、直接読誦される。陀羅尼は現代日本のいくつかの文学作品にも登場する（泉鏡花「高野聖」など）。卒塔婆や護符などに描かれる文字については梵字を参照。日本語の五十音図の配列は、サンスクリットの伝統的な音韻表の配列に影響を受けていると考えられ、サンスクリット音韻学である悉曇学に由来するとされる。
こうした仏教とのつながりのため、明治以後、日本でのサンスクリット研究は仏教学と深く結びついてきた。1876年には真宗大谷派の南條文雄がインド学研究のためオックスフォード大学に派遣され、1885年に帰国すると東京帝国大学で梵語講座を開設し、以後いくつかの大学でサンスクリットが教えられるようになった。

## 著名な文学・哲学・宗教文献
- ヴェーダ関係（シュルティ、天啓文学）
  - ヴェーダ聖典
    - リグ・ヴェーダ
    - サーマ・ヴェーダ
    - ヤジュル・ヴェーダ
    - アタルヴァ・ヴェーダ

  - ブラーフマナ（祭儀書、梵書）
  - アーラニヤカ（森林書）
  - ウパニシャッド（奥義書）
    - チャーンドーギヤ・ウパニシャッド
    - ブリハッド・アーラニヤカ・ウパニシャッド
    - アイタレーヤ・ウパニシャッド
    - イーシャー・ウパニシャッド
    - カウシータキ・ウパニシャッド
    - ケーナ・ウパニシャッド
    - タイッティリーヤ・ウパニシャッド
    - カタ・ウパニシャッド
    - シュヴェーターシュヴァタラ・ウパニシャッド
- 叙事詩関係
  - マハーバーラタ
    - バガヴァッド・ギーター
    - ナラ王物語
    - 指輪によって思い出されたシャクンタラー
    - ハリ・ヴァンシャ（英語版）

  - ラーマーヤナ
- ダルマ・シャーストラ関係
  - マヌ法典
  - ヤージュニャヴァルキヤ法典
- アルタ・シャーストラ（実利論）
- カーマ・スートラ
- ナーティヤ・シャーストラ（演劇論）
- ヴァーストゥ・シャーストラ（建築論）
- 哲学関係
  - ヴァイシェーシカ・スートラ（英語版）
  - ヨーガ・スートラ
  - ニヤーヤ・スートラ
  - ミーマーンサー・スートラ
  - ブラフマ・スートラ
  - サルヴァ・ダルシャナ・サングラハ（全哲学綱要）
- カーリダーサによる戯曲
  - シャクンタラー
  - ヴィクラモールヴァシーヤ
- その他仏教のサンスクリット仏典
  - 般若経、法華経、浄土三部経など。インド仏教の衰滅に伴い散逸した仏典が多く、チベット語訳や漢語訳にしかないものが多い

## 映画音楽とサンスクリット
母音の響きがよいという理由で映画音楽でコーラスを投入する際に使用されるケースが有る。
- 『スター・ウォーズ エピソード1/ファントム・メナス』の楽曲「運命の闘い"Duel of the Fates"」では、ウェールズ語で書かれたタリエシン作の"木の戦い"英訳版からサンスクリットに翻訳されたテキストが歌われた。作曲はジョン・ウィリアムズ。
- 『マトリックス・レボリューションズ』のエンド・クレジットにかかる「ナヴラス"navras"（サンスクリットではナヴァ・ラサ、すなわち「9種類の感情（ラサ）」の意味）」では、『ブリハッド・アーラニヤカ・ウパニシャッド』1.3.28の「シャーンティマントラ（平和の祈り、実際の名前はパヴァマーナ・マントラ）」がオリジナルのサンスクリットのまま使われた。作曲はドン・デイヴィス（英語版）とベン・ワトキンス（ジュノ・リアクター）。